# Upton Sinclair
Upton Beall Sinclair, Jr. (20. září 1878 – 25. listopadu 1968) byl americký spisovatel, publicista a levicový politik. V roce 1943 získal Pulitzerovu cenu za román Dračí zuby (Dragon’s Teeth). Jeho dílo bylo velmi populární zejména v první polovině 20. století. Napsal asi 90 knih, z nichž nejznámější je román Džungle (The Jungle) z roku 1906 o poměrech na jatkách v Chicagu.
Sinclair byl otevřeným stoupencem socialistických idejí, byl členem Socialistické strany, za kterou neúspěšně kandidoval do Kongresu. Byl také kandidátem Demokratické strany na guvernéra státu Kalifornie v období velké hospodářské krize v roce 1934, ale ve volbách neuspěl.

## Život
Narodil se ve středostavovské rodině, jejíž předci přišli do USA z Anglie. Otec obchodoval s alkoholem a také hodně pil. Matka, která pocházela z bohaté baltimorské rodiny, byla členkou episkopální církve a od svého syna vyžadovala poslušnost a dodržování stanovených pravidel. Sinclair k ní neměl nikdy blízký vztah a v dospělosti se téměř nestýkali. Často pobýval u svých prarodičů a mohl tak porovnat život dvou sociálních vrstev na konci 19. století. Výrazně to ovlivnilo jeho pozdější literární tvorbu i politické názory.
Sinclair už od pěti let rád četl, ale do školy začal chodit až v deseti letech, když se rodina přestěhovala do Queensu, kde jeho otec začal podnikat. Ve čtrnácti letech vstoupil na City College v New Yorku. Při studiu psal vtipy a články do časopisů nebo krátké příběhy, aby mohl zaplatit školné. V sedmnácti letech se odstěhoval od rodičů a osamostatnil se. Od roku 1897 studoval určitý čas na Kolumbijské univerzitě právo, ale měl řadu jiných zájmů. Učil se jazyky, psal, prodával nápady karikaturistům. Po odchodu z univerzity vystřídal několik zaměstnání a nakonec se uchytil v novinách. Při každodenních dlouhých cestách do zaměstnání psal své první knihy.  Během čtyř let vydal čtyři nepříliš úspěšné romány, které však kritika vcelku dobře přijala: King Midas (1901), Prince Hagen (1902), The Journal of Arthur Stirling (1903) a příběh z americké občanské války s názvem Manassas (1904).
V roce 1900 psal několik měsíců u jezera Massawippi v Quebecu a tam potkal svou první ženu Metu Fullerovou. V roce 1901 se jim narodil jediný syn David. Manželství trvalo do roku 1911, kdy ho žena opustila kvůli básníkovi Harry Kempovi.
V roce 1904 se na sedm týdnů nechal zaměstnat v chicagských jatkách, aby poznal podmínky, v nichž pracují a žijí chudí přistěhovalci. Své zkušenosti použil v románu The Jungle (Džungle), který se po vydání v roce 1906 stal bestsellerem. V letech 1913–1914 podnikl Sinclair tři cesty do Colorada, kde sbíral materiál o podmínkách při těžbě uhlí pro svůj román King Coal (Král uhel). Pomáhal organizovat v New Yorku demonstrace proti Rockefellerovi a naftařským společnostem.

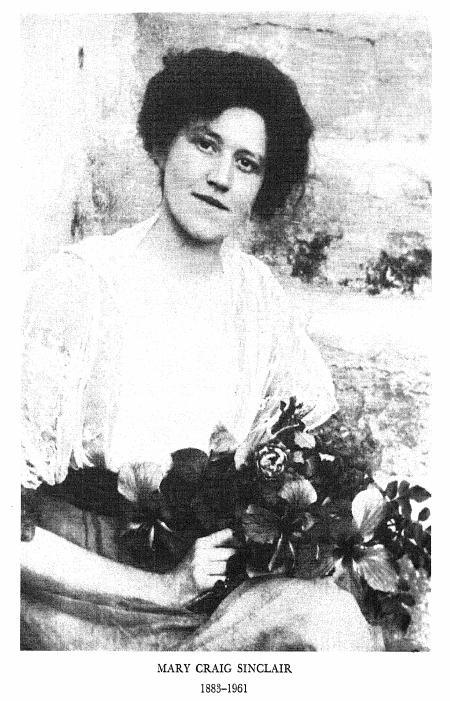
Mary Craig Sinclair, foto z roku 1930

Roku 1913 se Sinclair oženil s Mary Craig Kimbourghovou, která pocházela z přední jižanské rodiny. V roce 1920 se přestěhovali do Monrovie v Kalifornii, kde spolu žili až do její smrti v roce 1961. Se svou druhou manželkou produkoval a psal scénář k několika filmům. Produkoval například film ¡Qué viva México! (Ať žije Mexiko!) režiséra Ejzenštejna v letech 1930–32.

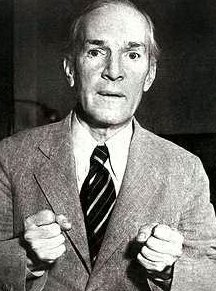
Upton Sinclair v roce 1934

Sinclair se aktivně zapojil do politiky a za Socialistickou stranu několikrát kandidoval do Kongresu a v roce 1930 za guvernéra státu Kalifornie. Inicioval vytvoření různých socialistických seskupení, podporoval organizace na obranu lidských práv, mezinárodního dělnického hnutí a ekologického zemědělství. V roce 1935 znovu kandidoval na guvernéra, tentokrát za Demokratickou stranu. Po porážce ve volbách se vrátil k psaní a v knize I, Candidate for Governor: And How I Got Licked (Já, kandidát na guvernéra: A jak jsem pohořel) popsal zákulisí volebního boje a poukázal na to, jak ekonomické podmínky ovlivňují myšlení lidí: "It is difficult to get a man to understand something, when his salary depends upon his not understanding it". (volný překlad: „Je těžké přimět muže, aby něco pochopil, když jeho plat závisí na tom, že to nepochopí.“)
Mezi lety 1940 a 1953 napsal Sinclair jedenáctisvazkový cyklus románů, které spojuje hlavní postava jménem Lanny Budd, prototyp kladného Američana. Popisuje jeho osudy v souvislosti s historickými událostmi světových dějin v období od roku 1913 až do začátku studené války. Za třetí román této série, Dragon’s Teeth (Dračí zuby), získal v roce 1943 Pulitzerovu cenu.
Potřetí se oženil v roce 1961 s Mary Elizabeth Willisovou a přestěhovali se na východ Spojených států, do Bound Brook v New Jersey. Sinclair zde zemřel v pečovatelském domě 25. listopadu 1968, rok po smrti své manželky. Jsou spolu pohřbeni na hřbitově Rock Creek ve Washingtonu.

## Dílo

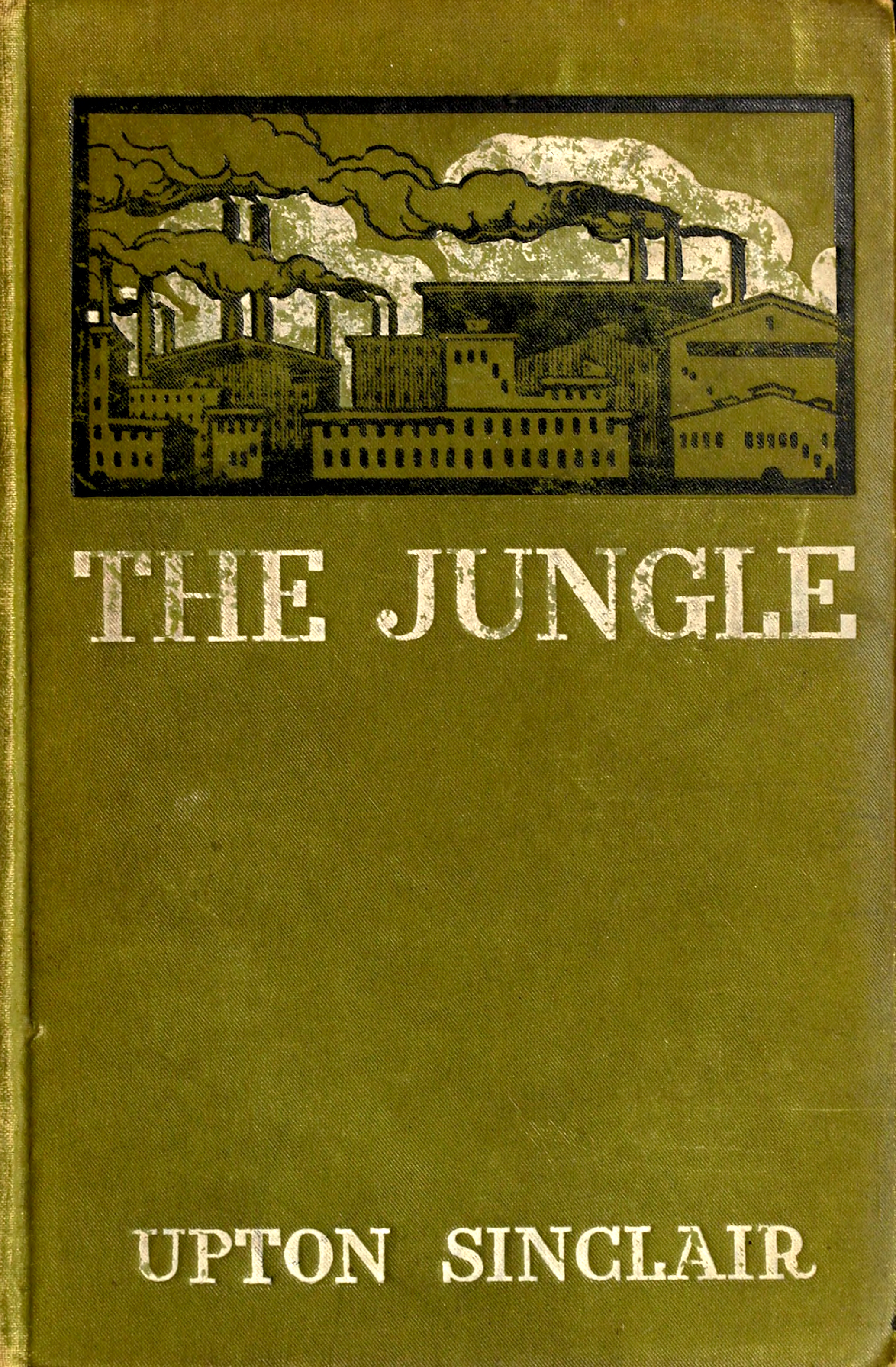
Přebal prvního amerického vydání románu The Jungle z roku 1906

Upton Sinclair napsal více než devadesát knih, mnoho článků a reportáží a několik divadelních her. Tak obsáhlé dílo mohl vytvořit díky své disciplíně a pravidelnému dennímu režimu. Měl přesně vymezený čas pro psaní, studium, veřejnou činnost i zábavu. Byl vynikající řečník a kromě politických aktivit se rád zúčastňoval veřejných přednášek. Napsal také několik reportážních knih a esejů, v nichž se projevil především jako publicista, například Mammonart (Umění a mamon), Money Writes! (Peníze píší). 
Mnohé z jeho profesních románů podávají objektivní obraz tehdejší společnosti z pohledu dělníků i podnikatelů na pozadí beletristicky zpracovaných příběhů. Romány jako Král uhel (The King Coal, 1917), Uhelná válka (The Coal War, vydaná posmrtně), Petrolej! (Oil!, 1927) nebo Automobilový král (The Flivver King, 1937) realisticky popisují podmínky v jednotlivých odvětvích amerického průmyslu a upozorňují na prostředky, jaké používají největší průmyslníci (Henry Ford, John D. Rockefeller Jr. ) k získání moci a bohatství. Jsou analýzou amerického kapitalismu a vztahů, které se vytvářejí vlivem honby za ziskem. Ve svých románech se Sinclair dotkl všech podstatných událostí první poloviny 20. století. V románu Boston (1928) odsoudil justiční vraždu dělnických předáků Sacca a Vanzettiho.
Na motivy románu Petrolej byl natočen film Až na krev (There Will Be Blood), který z osmi nominací získal dva Oscary (nejlepší herec v hlavní roli a kamera) za rok 2007. 
Sinclair se velmi zajímal o zdraví a zdravý životní styl, často experimentoval s různými dietami nebo měl vegetariánská období. Věřil, že pravidelný půst je pro zdraví důležitý. Této problematice se věnoval ve své knize The Fasting Cure (Léčba půstem) z roku 1911, která vzbudila velký ohlas a stala se bestsellerem.

### Výběr děl

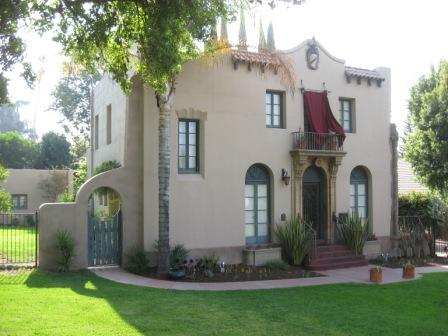
Dům v kalifornské Monrovii, v němž Upton Sinclair žil v letech 1942 až 1966. Vytvořil zde řadu svých pozdějších děl.

- Džungle (The Jungle, 1906, některé české překlady též pod názvem Jatky, v chicagském krajanském nakladatelství dokonce jako Oběti jatečních upírů) – realistický muckrakerský román o továrně na maso v Chicagu. Autor zde naturalisticky popsal zničené a zmrzačené pracující lidi bez pojištění v kritických hygienických podmínkách – americkou společnost šokovalo, v jakých podmínkách se pro vyšší vrstvy připravuje maso, ale nikdo se nepozastavil nad životní úrovní lidí pracujících v takovéto továrně. Do češtiny bylo dílo poprvé přeloženo v letech 1907–1909, kdy vznikly hned tři překlady (vyšly v Brně, Vídni a Chicagu). Jediný poválečný překlad vyhotovili manželé Tilschovi (vydalo SNKLU v roce 1962).
- Cyklus Lanny Budd popisuje v románové formě dějiny první poloviny dvacátého století:

1. World's End (1940) – česky Konec světa
2. Between Two Worlds (1941) – česky Mezi dvěma světy
3. Dragon's Teeth (1942) – česky Dračí zuby
4. Wide Is the Gate (1943) – česky Brána je dokořán
5. Presidential Agent (1944) – česky Presidentův agent
6. Dragon Harvest (1945) – česky Dračí sklizeň
7. A World to win (1946) – česky Svět na vahách
8. Presidential Mission (1947) – česky Velké poslání
9. One Clear Call (1948) – česky Svítání
10. O shepherd, speak (1949) – česky Pastýřův hlas
11. The Return of Lanny Budd (1953) – česky Návrat Lannyho Budda

Kompletní knižní série byla vydána v letech 1992 až 1995 v nakladatelství Erika.